# Nova Guinea Alemanya
La Nova Guinea Alemanya (alemany: Deutsch-Neuguinea) va formar part de l'Imperi Colonial Alemany. Va ser un protectorat des de 1884 fins a 1914 quan el van prendre les forces armades australianes a l'inici de la Primera Guerra Mundial. Constava de la part nord-est de Nova Guinea i diverses illes properes. La part continental de la Nova Guinea Alemanya i les properes illes de l'Arxipèlag de Bismarck i les Illes Solomon del nord actualment formen part de Papua Nova Guinea.

## Història
Els primers alemanys presents a l'Oceà Pacífic Sud probablement van ser mariners a bord dels vaixells dirigits per Abel Tasman en el seu primer viatge, el capità del vaixell Heemskerck va ser un Holleman (o Holman), nascut a Jever al nordóest d'Alemanya. Els mercaders de la Lliga Hanseàticavan ser els primers a establir-hi factories. Johann Cesar Godeffroy & Sohn d'Hamburg, van tenir la seu central a Samoa des de 1857 i operaven als Mars del Sud, especialment en el mercat de la copra i van portar immigrants alemanys. A finals de la dècada de 1870, una activa minoria de diversos partits alemanys organitzà a Alemanya diverses societats colonials per tal de persuadir Bismarck per embarcar-se en una política colonial.

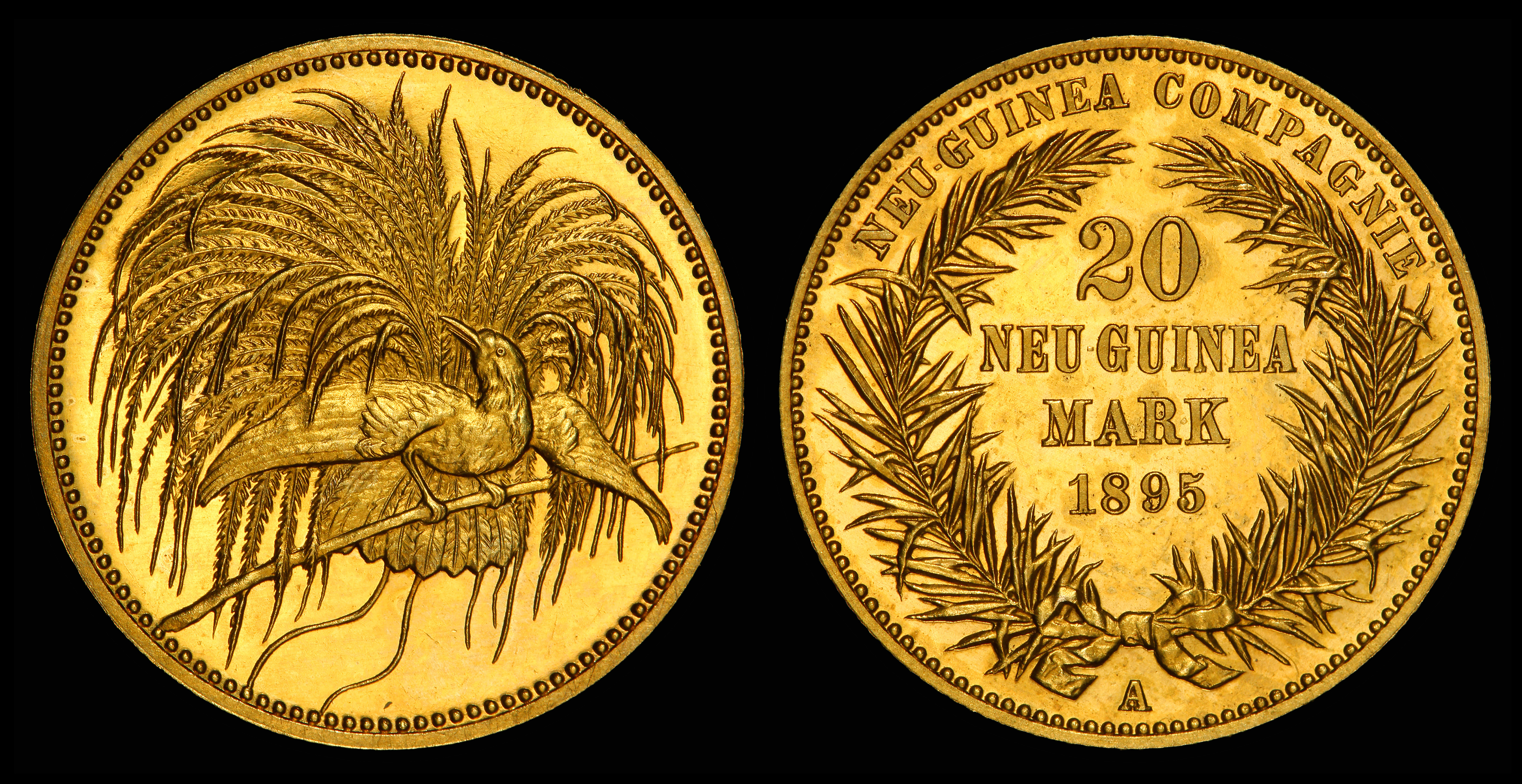
Moneda de 20 marcs d'or de 1895 feta per la Companyia de la Nova guinea Alemanya.

A la tornada de la seva expedició alemanya al Pacífic de 1879-1882, Otto Finsch allistà un grup interessat en l'expansió colonial alemanya dirigit pel banquer Adolph von Hansemann. Finsch els encoratjà a fundar una colònia a la costa nord-est de Nova Guinea i l'Arxipèlag de Bismarck.
El 3 de novembre de 1884, sota els auspicis de la Deutsche Neuguinea-Compagnie, la bandera alemanya s'hissà sobre Kaiser-Wilhelmsland, l'Arxipèlag Bismarck i les Illes Solomon alemanyes.